# Гёрл-группа
Гёрл-гру́ппа (от англ. girl group) — вокальная поп-группа, состоящая из трёх и более девушек. Обычно участницы не играют на музыкальных инструментах ни в студии, ни на концертах, хотя бывают и исключения.
Часто «гёрл-группа» является полностью детищем продюсера, который задумывает определённую концепцию, а потом набирает участниц через серию прослушиваний, хотя девушки могут и сами создать группу, а потом сотрудничать с авторами песен и музыкальными продюсерами с целью создания хитов.
Гёрл-группы возникли в конце 1950-х годов.